# Cheng Xiaoyan
Cheng Xiaoyan (chiń. upr. 程晓艳; chiń. trad. 程曉艷; pinyin Chéng Xiǎoyàn; ur. 20 grudnia 1975) – chińska lekkoatletka specjalizująca się w pchnięciu kulą.

## Osiągnięcia
- złoty medal mistrzostw świata juniorów (Lizbona 1994)
- srebro Uniwersjady (Fukuoka 1995)
- srebrny medal igrzysk azjatyckich (Bangkok 1998)
- 5. miejsce podczas mistrzostw świata (Sewilla 1999)
- 11. lokata na igrzyskach olimpijskich (Sydney 2000)
- srebrny medal mistrzostw Azji (Kolombo 2002)

## Rekordy życiowe
- pchnięcie kulą – 20.02 (1994) juniorski rekord Azji
- pchnięcie kulą (hala) – 18.75 (2000)